# 潘納縣
潘納縣是印度的一個縣，位於該國中部，由中央邦負責管轄，面積7,135平方公里，識字率為66.08%，人口在2001至2011年期間增長18.62%，2011年人口1,016,028，人口密度每平方公里142人。
24°43′12″N 80°10′48″E / 24.72000°N 80.18000°E